# U-20-Fußball-Afrikameisterschaft 2017/Qualifikation
Die Qualifikation zur U-20-Fußball-Afrikameisterschaft 2017 wurde ausgetragen, um die sieben Endrundenteilnehmer neben Gastgeber Sambia zu ermitteln. Die Spiele fanden zwischen dem 1. April und 24. Juli 2016 statt.

## Modus
Die gemeldeten Mannschaften ermittelten in drei Qualifikationsrunden im K.-o.-System mit Hin- und Rückspielen die sieben Endrundenteilnehmer. Bei Torgleichheit entschied die Auswärtstorregel über das Weiterkommen. Herrschte hier ebenso Gleichstand, wurde ohne vorherige Verlängerung ein Elfmeterschießen durchgeführt.

## Vorrunde
Die Hinspiele wurden am 1., 2. und 3. April, die Rückspiele am 22., 23. und 24. April 2016 ausgetragen.
|              | Gesamt    |                              | Hinspiel | Rückspiel |
| ------------ | --------- | ---------------------------- | -------- | --------- |
| Tunesien     | 4:1       | Niger                        | 3:0      | 1:1       |
| Äthiopien    | 4:1       | Somalia                      | 2:1      | 2:0       |
| Sierra Leone | 0:4       | Gambia                       | 0:2      | 0:2       |
| Liberia      | 1:3       | Guinea                       | 0:2      | 1:1       |
| Algerien     | 2:3       | Mauretanien                  | 2:1      | 0:2       |
| Sudan        | -:-       | Kenia                        | 1:1      | -:-       |
| Burkina Faso | -:-       | Demokratische Republik Kongo | -:-      | -:-       |
| Ruanda       | -:-       | Uganda                       | 1:1      | 1:2       |
| Angola       | -:-       | Tschad                       | -:-      | -:-       |
| Mosambik     | (a)2:2(a) | Republik Kongo               | 1:0      | 1:2       |
| Swasiland    | 2:4       | Namibia                      | 2:2      | 0:2       |
| Simbabwe     | 2:1       | Botswana                     | 0:1      | 2:0       |

- Demokratische Republik Kongo und Tschad traten nicht an, Kenia trat zum Rückspiel nicht mehr an. Uganda wurde nachträglich disqualifiziert.

## Erste Runde
Die Hinspiele wurden am 20., 21. und 22. Mai, die Rückspiele am 10., 11., 12., 13. Juni 2016 ausgetragen.
|                | Gesamt          |                | Hinspiel | Rückspiel |
| -------------- | --------------- | -------------- | -------- | --------- |
| Tunesien       | 1:4             | Senegal        | 1:2      | 0:2       |
| Äthiopien      | 2:5             | Ghana          | 2:1      | 0:4       |
| Gambia         | 1:1 (7:6 i. E.) | Marokko        | 1:0      | 0:1       |
| Elfenbeinküste | (a)2:2(a)       | Guinea         | 1:2      | 1:0       |
| Burkina Faso   | (a)3:3 (a)      | Republik Kongo | 2:2      | 1:1       |
| Mauretanien    | 1:7             | Mali           | 0:3      | 1:4       |
| Sudan          | -:-             | Malawi         | -:-      | -:-       |
| Burkina Faso   | 1:3             | Nigeria        | 0:1      | 1:2       |
| Ruanda         | 1:1 (2:3 i. E.) | Ägypten        | 0:1      | 1:0       |
| Angola         | 3:1             | Gabun          | 3:0      | 0:1       |
| Mosambik       | 1:2             | Lesotho        | 1:1      | 0:1       |
| Namibia        | 0:2             | Südafrika      | 0:0      | 0:2       |
| Simbabwe       | 0:3             | Kamerun        | 0:0      | 0:3       |
| Libyen         | -:-             | Benin          | -:-      | -:-       |

- Malawi und Benin traten nicht an.

## Zweite Runde
Die Hinspiele wurden am 8., 9. und 10., die Rückspiele am 22., 23. und 24. Juli 2016 ausgetragen.
|              | Gesamt    |           | Hinspiel | Rückspiel |
| ------------ | --------- | --------- | -------- | --------- |
| Senegal      | 3:2       | Ghana     | 3:1      | 0:1       |
| Gambia       | 1:2       | Guinea    | 0:0      | 1:2       |
| Burkina Faso | 0:2       | Mali      | 0:0      | 0:2       |
| Sudan        | (a)5:5(a) | Nigeria   | 1:2      | 4:3       |
| Ägypten      | 5:0       | Angola    | 1:0      | 4:0       |
| Lesotho      | 0:5       | Südafrika | 0:2      | 0:3       |
| Libyen       | 3:1       | Libyen    | 3:0      | 0:1       |

## Ergebnis
Die folgenden Mannschaften qualifizierten sich inklusive des Gastgebers für die Endrunde:
| - Ägypten - Kamerun - Guinea - Mali | - Sambia - Senegal - Sudan - Südafrika |